# Bob Burrow
Robert Brantley Burrow, detto Bob (Malvern, 29 giugno 1934 – Franklin, 3 gennaio 2019), è stato un cestista statunitense, professionista nella NBA.

## Carriera
Venne selezionato dai Rochester Royals al secondo giro del Draft NBA 1956 (8ª scelta assoluta).

## Palmarès
- 2 volte NCAA AP All-America Third Team (1955, 1956)